# جیل ولنتاین
جیل ولنتاین (به انگلیسی: Jill Valentine) و (به ژاپنی: ジル・バレンタイン Jiru Barentain) نام یکی از شخصیت‌های ساختگی در مجموعه بازی‌های رزیدنت ایول است که توسط شرکت کپ‌کام ساخته شده‌است. او برای نخستین بار توسط ایسائو اوهیشی طراحی و توسط تاکاهیرو آریمیتوسو ساخته شد. جیل برای نخستین بار در رزیدنت ایول ۱، به عنوان یکی از دو شخصیت قابل انتخاب در بازی حضور داشت. در نسخه نخست این سری، به‌همراه کریس ردفیلد، او یکی از اعضای تیم آلفای گروه استارز بود. جیل برای بار دیگر در نسخهٔ رزیدنت ایول ۳ به عنوان شخصیت اصلی بازی حضور یافت. در حضور دوم او در این سری، شهر راکون دچار آلودگی بیولوژیکی به ویروس تی شده و به طغیان گرفتار گشت. جیل باید راهی برای خروج از شهر می‌یافت که سرانجام نیز موفق شد. حضور بعدی جیل در این سری، در بازی رزیدنت ایول: تاریخچه آمبرلا بود که در ماموریت نابودی آمبرلا در کنار کریس حضور داشت. حضور بعدی جیل در این سری، بازی رزیدنت ایول ۵ بود که دارای نقش‌های متفاوتی نسبت به گذشته خویش شده‌است. جیل در ابتدا هماورد کریس بود که در ادامه و با مشخص شدن راز این اتفاقات، جیل نیز به کریس پیوست و سرانجام موفق به نابودی آلبرت وسکر شد. در سال ۲۰۲۰، جیل یکبار دیگر در نسخهٔ بازسازی شده رزیدنت ایول ۳ با ظاهری متفاوت حضور دارد، که از مدل روسی ساشا زوتووا الگوبرداری شده‌است.
نقش شخصیت جیل ولنتاین در نسخه‌های فیلم‌های سینمایی این مجموعه توسط بازیگر انگلیسی، سیه‌نا گیلری ایفا شده‌است. او در دو فیلم رزیدنت ایول: آخرالزمان و رزیدنت ایول: زندگی پس از مرگ به تصویر کشیده شد. جیل در دو فیلم یادشده، نقش‌های مشابهی را با آنچه در بازی‌های ویدئویی شاهد بودیم، ایفا کرد. او همچنین در چندین فرنچایز بازی ویدئویی شامل استریت فایتر، مارول در برابر کپ‌کام و پراجکت کراس زون حضور داشته است. صداگذاری این شخصیت در بازی رزیدنت ایول نسخه بازسازی شده را هایدی اندرسون و در سه بازی رزیدنت ایول ۵، رزیدنت ایول: تاریخچه امبرلا و رزیدنت ایول: افشاگری‌ها بر عهده پاتریشیا جا لی بود. صداگذاری جیل در بازی رزیدنت ایول ۳ نیز توسط کاترین دیشر انجام پذیرفت.
مجلهٔ DNT جیل را به عنوان بهترین زن قهرمان در کنار لارا کرافت نام برد. نام او به عنوان جذابترین شخصیت بازی ویدئویی توسط news.com.au جزو ده نفر اول قرار گرفت. گیم‌اسپای نیز او را در لیست ده زن برتر بازی‌ها به عنوان هفتمین نفر قرار داد، و اظهار داشت «حتی کسانی از ما که طرفدار پروپاقرص این بازی نیستند، و با تمام کمبود و کسری‌ها، ما جیل را به خاطر می‌سپاریم.»

## زندگی‌نامه
جیل ولنتاین در سال ۱۹۷۴ متولد شد. از زندگی او در دوران کودکی اطلاعاتی وجود ندارد، اما در رمان رزیدنت ایول: دسیسه آمبرلا که توسط اس. دی. پری نگاشته شده، این‌گونه ذکر شده‌است که جیل فرزند دیک ولنتاین که یک دزد معروف بوده‌است متولد شده و تا مدتی نیز دستیار پدرش در دزدی‌های او بود. اما رمان‌های منتشر شده برای رزیدنت ایول، همانند فیلم‌های آن، ارتباط مستقیمی با داستان اصلی رزیدنت ایول که در سری بازی‌های آن رخ می‌دهد ندارد.

جیل در داستان اصلی بازی، در سال ۱۹۹۶ به گروه استارز پیوست و در تیم آلفا به عنوان مأمور امنیتی فعال شد. او مهارت بالایی را در استفاده از نخ و سنجاق برای بازکردن درهای بسته داشت.

## جیل و رویداد عمارت اسپنسر
در رویداد عمارت اسپنسر دو روایت برای حضور جیل در متن آن وجود دارد که روایت نخست، تاریخچه اصلی بازی را شکل می‌دهد.

پس از رخدادهای رزیدنت ایول صفر، اعضای تیم تیم براوو مفقود شدند. در ادامه و ژوئیه سال ۱۹۹۸، تیم آلفای استارز برای جستجوی تیم براوو، به مکان مفقود شدنشان، یعنی در دامنهٔ کوهستان آرکلی، فرستاده شدند. رئیس کل استارز، آلبرت وسکر نیز شخصاً در مأموریت حضور داشت. زمانی که تیم در حال جستجو در آن مکان جنگلی بودند، جوزف فراست توسط سگ‌های وحشی و غیرطبیعی مورد حمله قرار گرفت، جیل که این صحنه را مشاهده می‌کرد، همچنان در شوک بود که سگ‌ها به سمت او حمله کردند، کریس او را نجات داد، آن دو در حال فرار از سگ‌ها بودند که، براد ویکرز خلبان بالگرد تیم، از آنجا فرار کرد؛ در این لحظه آلبرت وسکر هردوی آن‌ها را نجات می‌دهد و با هم به سمت عمارت فرار می‌کنند، کریس، جیل و وسکر وارد عمارت شدند و از دیگر اعضای تیم بی‌خبر بودند. کریس در ادامه برای وارسی عمارت به اتاقی دیگر وارد شده و در بازگشت اثری از آلبرت وسکر و جیل ولنتاین نمی‌بیند. جیل توسط وسکر به اسارت گرفته شد و در سلولی در زیرزمین عمارت زندانی شد. کریس در ادامه موفق شد تا جیل را از سلول رهایی بخشیده و با او از عمارت فرار کند.

روایت دیگر، با انتخاب جیل به عنوان شخصت قابل بازی در نسخه نخست شکل می‌گیرد. در این روایت، آلبرت وسکر، بری بارتون و جیل ولنتاین موفق شدند تا خود را به عمارت اسپنسر رسانده و از هجوم سگ‌های زامبی درامان بمانند. بری و جیل مانند یک تیم عمل کرده و در مراحل مختلف بازی یکدیگر را یاری می‌رسانند. با پیشبرد داستان، جیل با تله‌ها و مهاجمان گوناگون روبه‌رو گشته و با کمک بازیباز از آن‌ها با موفقیت خارج می‌گردد. در ادامه مشخص می‌شود که بری نیز به عنوان یک نفوذی برای وسکر فعالیت می‌کرده‌است که البته بسته به واکنش‌های بازیباز، ممکن است بری به جیل پیشوته یا کشته شود؛ اما او در تاریخچه زنده ذکر شده‌است. جیل سرانجام پی به نقشه‌های آلبرت وسکر برده و پس از دو مبارزه با تایرانت ۰۰۲، و آزادسازی کریس از سلول، از عمارت می‌گریزد.

## جیل و نابودی شهر راکون

جیل در رزیدنت ایول ۳

پس از رویداد عمارت اسپنسر، بازماندگان استارز تلاش کردند تا گزارش‌هایی را ضد شرکت آمبرلا به گوش مقامات برسانند. اما همهٔ این تلاش‌ها بیهوده بود، شرکت پیش از این به رئیس ادارهٔ پلیس شهر راکون رشوه داده بود. درست زمانی که مردم از رویدادهای پیش آمده پریشان بودند، آن‌ها همچنان از شرکت امبرلا پشتیبانی می‌کردند. سرانجام نیز از ترس افشاگری‌های بعدی، برایان آبرونز گروه استارز را منحل اعلام و تشکیلاتی به نام سوات راکون را جایگزین آن کرد.
کریس از اینکه نمی‌توانست کاری انجام دهد، سخت در فشار بود. او مدرک روشنی ضد فعالیت‌های مخفی و غیرقانونی آمبرلا نداشت اما او برآن بود تا به هر شکل ممکن، آمبرلا را رسوا کند. جیل نیز تحت فشار بود تا او را از این کار بازدارد، اما کریس مصمم‌تر از همیشه بود.
کریس به تنهایی کار وارسی و جمع‌آوری مدرک ضد آمبرلا را آغاز کرد. هیچ‌کس چیزی نمی‌گفت مگر جیل. زمانی که کریس موفق شد با جیل صحبت کند، از او خواست تا او را در فعالیت‌هایش همراهی کند. جیل مایل نبود که کریس به تنهایی این کار را انجام دهد؛ او همچنین از بری هم درخواست کرد تا به آن‌ها کمک کند.
کریس خیلی زود از رئیس R.P.D خواست تا او را به اروپا بفرستد. این کار اشتباهی بود چون برایان آیرونز پیش از این از آمبرلا حمایت می‌کرد. او به جیل و بری گفت که می‌خواهد به مقر اصلی آمبرلا در اروپا برود و فعالیت‌های تروریستی آن‌ها را متوقف کند. جیل در شهر ماند و در حقیقت می‌خواست پیش از پیوستن به کریس مدارکی را ضد آمبرلا جمع‌آوری کند.

درادامه و پس از درگیری هانک با ویلیام برکین برای تصاحب ویروس جی رخدادهایی اتفاق افتاد که منجر به شیوع گسترده ویروس تی در سطح شهر راکون و در پی آن، تبدیل شدن شهروندان به زامبی‌ها شد. اینک جیل باید به عنوان یکی از معدود بازماندگان سالم، تلاش کند تا خود را از این طغیان رهایی بخشیده و شهر را ترک کند. او در ادامه با کارلوس اولیویرا آشنا می‌شود. کارلوس در تیمی با نام U.B.C.S وارد شهر راکون شدند تا از جانب آمبرلا شهروندان و دانشمندان سالم را که هنوز مبتلا به ویروس نگردیده‌اند را از شهر خارج کنند. جیل درابتدا این اهداف را باور نداشت و باور او بر این بود که آمبرلا بانی اصلی این طغیان بود. اما طغیان شهر راکونف رخدادی بود که مورد خواست آمبرلا نبود و یک حادثه پیش‌بینی نشده سبب شد تا برکین، ویروس تی را در سیستم فاضلاب شهر وارد کرده و این طغیان را رقم زند. آمبرلا در ادامه با فرستادن نمسیس به شهر راکون، قصد داشت تا اعضای باقی‌مانده گروه استارز را نابود و انتقام رویداد عمارت اسپنسر را بگیرد. آن‌ها تنها کسانی بودند که از آزمایش‌های غیرقانونی آمبرلا آگاهی داشتند. نمسیس تا انتهای تلاش جیل برای خروج از شهر، او را تعقیب کرد و تمام تلاش خود را برای نابودی جیل به کار بست. اما جیل پیروز این نبرد بود. او سرانجام پس از نابود کردن نمسیس با کمک کارلوس اولیویرا و بری بارتون، شهر راکون را پیش از انهدام، ترک گفتند.

## سقوط آمبرلا
در سال ۲۰۰۳، جیل اینک به کریس ردفیلد پیوسته تا او را در شکستن آخرین اعتبار و مقر شرکت امبرلا یاری کند. کریس و جیل خود را به مقر آمبرلا در روسیه رسانده‌اند تا آخرین و قدرتمندترین تایرانت شرکت آمبرلا (T-a.l.o.s) را نابود کنند. مدیریت این مقر را سرگئی ولادیمیر بر عهده داشت. سرگئی، ریاست نیروهای مسلح شرکت امبرلا را عهده‌دار بود. نابود کردن این مقر، به عنوان آخرین سنگر آمبرلا برای بقا، و مخلوقات ساخته شده، به‌خصوص T-a.l.o.s، هدفی بزرگ و دشوار برای این دو بود. کریس و جیل با عبور از موانع و مهاجمان گوناگون، سرانجام دربرابر T-a.l.o.s قرار گرفته و پس از یک نبرد تمام عیار، این تایرانت هوشمند را از پای درمی‌آورند. با نابودی T-a.l.o.s، رایانه مرکزی «ملکه سرخ» نفوذ خود را بر روی این تایرانت از دست داد. در سوی دیگر این مقر، آلبرت وسکر نیز حضور داشت و با سرگئی ولادیمیر مبارزه می‌کرد. وسکر برای پیشبرد اهداف خویش، درتلاش بود تا آمبرلا را نابود کند. او سرگئی را نابود و اطلاعات فوق محرمانه ملکه سرخ را استخراج کرد. جیل و کریس هرگز موفق به دیدار با وسکر نشدند. با آغاز انهدام مقر روسیه امبرلا، کریس، جیل و وسکر، پیش از نابودی کامل ان، از آنجا گریختند.

کریس و جیل پس از ماجرا و در ادامه به گروه «بی‌اس‌ای‌ای» پیوستند تا به شکلی هدفمند بتوانند تا با بازماندگان آمبرلا و سازمان‌ها و افراد مرتبط با آمبرلا، که دارای اهدافی مشترک با آن هستند، مبارزه کنند. در سال ۲۰۰۶، کریس و جیل توسط گروه خود، موفق به شناسایی مخفیگاه رئیس کل شرکت امبرلا، اوزول ای اسپنسر شدند. این مخفیگاه که یک عمارت بزرگ در اروپا بود، شباهت‌های زیادی با عمارت اسپنسر در شهر راکون داشت. کریس و جیل در تلاش برآمدند تا اسپنسر را دستگیر و برای همیشه به پرونده شرکت آمبرلا پایان دهند. آلبرت وسکر، بازهم در مأموریتی با حضور کریس و جیل حضور داشت. وسکر نیز برای پیشبرد اهدافش به نابودی آمبرلا می‌اندیشید. او با اسپنسر ملاقات کرد و به پاسخ پرسش‌های فراوانی رسید. اسپنسر با بیان پروژه کودکان وسکر و عزم خود برای تغییرات گسترده و مفید در جهت ایجاد دنیایی با نحوه پیدایش گونه‌های متفاوت صحبت کرد. اما همه این اهداف را با نابودی شهر راکون تباه شده دانست. به هرحال وسکر سرانجام اسپنسر را کشت. با نابود شدن اسپنسر، کریس و جیل وارد اتاق شدند و جنازه اسپنسر را در کنار وسکر مشاهده کردند. وسکر پس از نمایش توانایی‌های فرا بشری خود در جریان یک مبارزه، آن دو را شکست داد و جیل را به اسارت گرفت.

## ساخت ویروس اوروبوروس
پس از پایان رخدادهای عمارت اروپایی اسپنسر، جیل ولنتاین به‌شدت مجروح و بی‌هوش شد، اما توسط آلبرت وسکر نجات یافت. پس از درمان و بهبودی، در یک محفظه در آرشیو انسانی شرکت ترایسل، به خواب برده شد. وسکر قصد داشت تا از جیل ولنتاین به عنوان اولین نمونه انسانی پس از تکمیل نهایی ویروس اوروبوروس استفاده کند.
آلبرت وسکر و اکزلا گیونه اینک با در اختیار گرفتن مقر آفریقایی شرکت ترایسل، تلاش کردند تا با دسترسی مستیم به گل‌های افسانه‌ای، ویروس اوروبوروس را بسازند. گل‌ها، منشأ اصلی ساخت ویروس مادر بود. وسکر قصد داشت با شیوه‌ای جدید از این ویروس استفاده کند تا ویروس نهایی، مشکلات فراوان ویروس مادر را نداشته باشد. اما او در همان ابتدا با مشکلاتی مواجه شد که پیش از او ادوارد آشفورد و جیمز مارکوس با آن روبه‌رو شدند. این گل‌ها در کنار ویژگی‌های خاص خود، دارای سمی کشنده نیز بودند که این مانع از استفاده بهینه از گل‌ها می‌شد. در این مدت، اثرات حیاتی دستگاه نظارت و کنترل بر جیل ولنتاین طی یک بی‌نظمی غیرفعال شد. به علاوه تحقیقات و مشاهدات از وجود «ویروس تی» در بدن او نشان می‌داد. این ویروس در جریان درگیری با نمسیس در شهر راکون، در بدنش باقی‌مانده بود و در اثر مقاومت بدن جیل، ویروس دچار تغییر شده بود. در حقیقت این ویروس در بدن جیل به حالت ساکن و بی‌اثر درآمده بود.
برای فعال‌سازی ویروس، دوره استراحت اجباری او در محفظه تمدید شد. پس از مدتی کوتاه و پس از فعال‌سازی مجدد، ویروس تی موجود در بدن جیل ولنتاین به شکل کامل ناپدید شد، اما چیزهای نادرست دیگری در آن مکان رخ داد. وسکر در بدن جیل پادتن‌های بسیار قدرتمندی را مشاهده کرد. حضور طولانی مدت ویروس غیرفعال تی در بدن جیل، سبب ساخته شدن پادتنهایی علیه این ویروس شد. وسکر با اتکا به پادتن‌های بدن جیل مشکل سمی بودن گل‌ها را حل کرد. این پادتن‌ها اجازه بهتر بودن و مفیدتر بودن را به مخلوقات خلق شده از ویروس جدید می‌داد. وسکر، جیل را زنده نگه داشت تا پادتن‌های موجود در بدن او را کشت دهد. به این ترتیب، جیل ولنتاین که پیش از این در مأموریت‌های خطرناک و مرگ‌باری در تلاش برای نابودی B.O.Wها بود، اینک خود به بخشی از معادله ساخت این مخلوقات اضافه شده بود.
پس از تحقیقات گسترده، وسکر سرانجام موفق به کشف ویروس اوروبوروس شد. مشارکت جیل در این کشف مشترک او را برای نمونه شدن در انجام آزمایش‌های نامناسب کرد. پادتن‌های خالص موجود در بدن او استحکام مناسبی را برای جلوگیری از نفوذ اوروبوروس به بدنش ایجاد می‌کرد. گرچه وسکر برای او هدف دیگری را پیدا کرده بود. وسکر او را به عنوان یک عضو وفادار برای اهداف خویش در نظر گرفت. اکزلا و وسکر با ساخت ماده‌ای با نام P۳۰، توانستند تا چهرهٔ مطیعی از جیل را در برابر فرماهای خودشان نشان دهند. جیل اینک در متن و سرکردگی پیشبرد اهداف وسکر بود. ماده P۳۰، به عنوان یک محرک عصبی، در یک محفظهٔ قابل کنترل بر روی سینه جیل نصب شد تا در بازه‌های زمانی معین، به جیل تزریق شود. این روند تا زمان حضور کریس و شوا در متن رخداد بیولوژیکی دیگر ادامه یافت. کریس و شوا با آگاه شدن از این رفتار جیل متعجب شدند و مجبور به مبارزه با وی گشتند. مبارزه‌ای که سرانجام به جدا کردن محفظه حاوی ماده P۳۰ از جیل و بازگشت جیل به حالت طبیعی گشت. پس از این رویداد، جیل با کریس و شوا همکاری کرد تا وسکر را از رسیدن به اهدافش بازدارند. این اتفاق رخ داد و کریس و شوا سرانجام موفق به نابودی آلبرت وسکر شدند. جیل نیز با راهنمایی‌ها و کمک‌های خویش آن دو را یاری کرده و در خروج آن‌ها از آن منطقه نقشی مهم را ایفا کرد.

## جیل در رسانه‌های دیگر

گیلری در نقش جیل ولنتاین در فیلم رزیدنت ایول: موعود

- شخصیت جیل ولنتاین در دو فیلم سینمایی رزیدنت ایول: موعود و رزیدنت ایول: زندگی پس از مرگ، با بازی سیه‌نا تیگی گیلری حضور داشت.
- شخصیت جیل در بازی مارول در برابر کپ‌کام حضور داشت.[۵]

## نکات جالب
- جیل مهارت بالایی را در استفاده از پیانو دارد.
- جیل ولنتاین در استفاده از نخ و سنجاق برای گشودن درهای بسته دارای مهارت شگرفی است.
- در رمان رزیدنت ایول: دسیسه آمبرلا از او به عنوان فرزند دیک ولنتاین یاد شده‌است. این بیانگر آن است که جیل در ابتدا در دزدی‌های پدرش همکاری می‌کرده‌است؛ این مطلب در رمان رزیدنت ایول ذکر شده و ارتباطی با داستان و تاریخچه اصلی بازی ندارد.[۲]
- گیم‌اسپای جیل را هفتمین شخصیت زن محبوب و به‌یادماندنی در تمام دوران‌ها ذکر کرده‌است.[۱]
- مجلهٔ DNT جیل را به عنوان بهترین زن قهرمان در کنار لارا کرافت نام برد.[۶] نام او به عنوان جذابترین شخصیت بازی ویدئویی توسط news.com.au جزو ده نفر اول قرار گرفت.[۷]
  - جیل ولنتاین در فیلم رزیدنت ایول: قصاص، به نویسندگی و کارگردانی پل اندرسون حضور دارد.

## معادل‌های انگلیسی
1. ↑  Heidi Anderson"
2. ↑  Patricia Ja Lee"
3. ↑  Catherine Disher"
4. ↑  Red Queen"